# Crioll reunionès

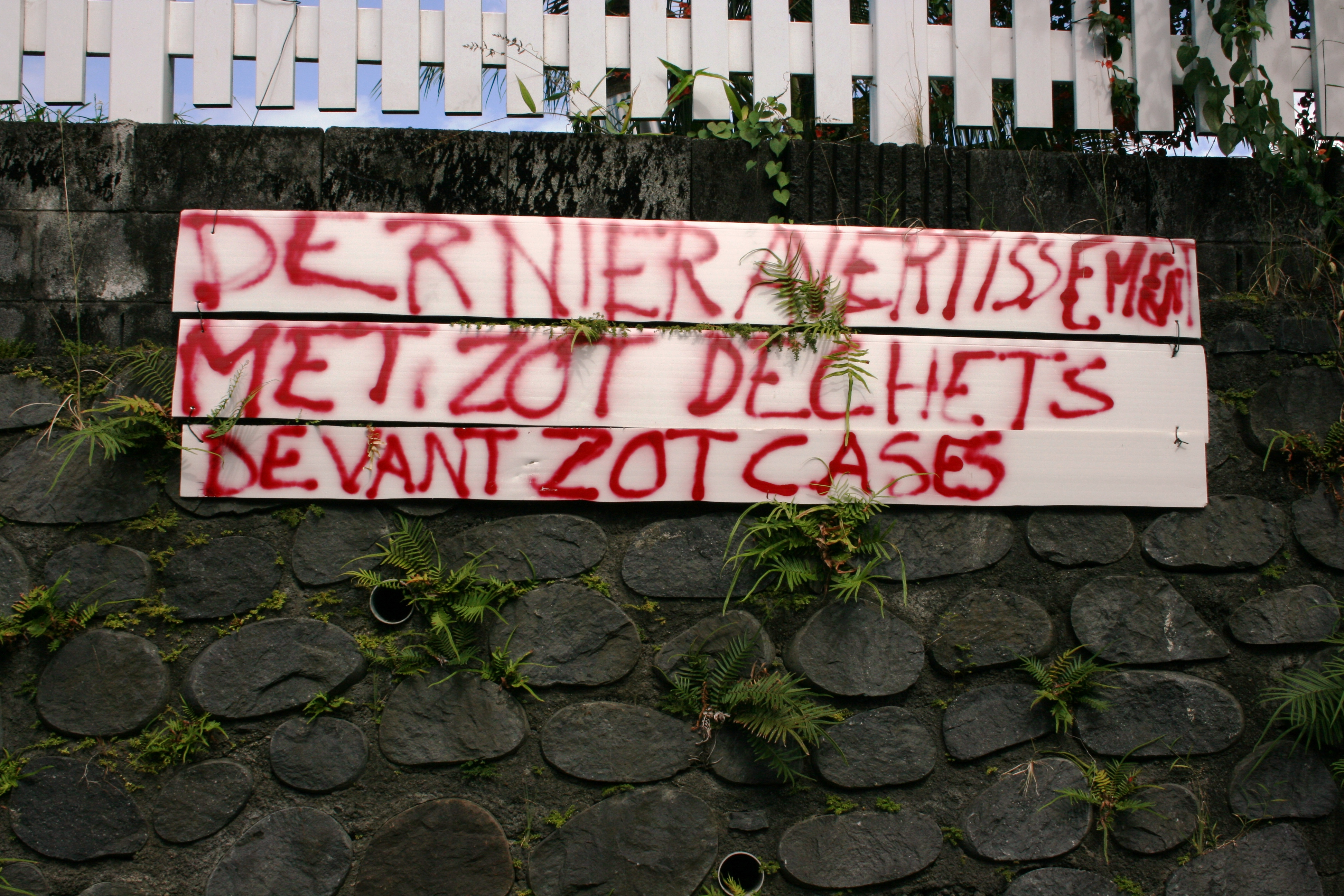
Missatge en crioll de Reunió en un rètol en Saint-André.

El crioll reunionès (en crioll de La Reunió: Kréol Réyoné) és un crioll de base lexical francesa parlat en la Reunió. Prové sobretot del francès (principalment dels dialectes del nord-oest com el normand i el gal) però també sofreix la influència de llengües d'altres ètnies arribades a l'illa, algunes com el malgaix, l'hindi, el gujarati, l'indoportuguès i el tamil).

## Aspectes històrics, socials i culturals

### Ús i distribució
L'ús del crioll està molt difós entre els reunionesos, encara que més en un ús familiar que laboral). No obstant això, no s'oposa a l'ús del francès - llengua nacional- ni li fa competència, ja que aquest últim no deixa de ser majoritari en l'escriptura. Segons les circumstàncies, el parlant utilitzarà una o una altra llengua o fins i tot les dues. Parlem de situació de continuum lingüístic. El crioll de Reunió va començar a formar-se en els primers cinquanta anys de la colonització francesa de l'illa (1665-1715). La majoria dels primers habitants de l'illa eren francesos, malgaixos o indoportuguesos. Durant aquesta època la majoria de les famílies tenien almenys un parlant francòfon. A causa d'aquests orígens el crioll de Reunió no és una llengua completament criolla com el crioll mauricià. Al contrari que el crioll mauricià, crioll més proper al francès encara que s'està allunyant, el crioll reunionès segueix el moviment invers gràcies a la influència permanent de la cultura francesa sobre els mitjans i el francès sobre la vida quotidiana.

### Les varietats del crioll
Podem distingir diferents varietats del crioll. No podem resumir-ho en l'oposició criolls de classe alta i criolls de classe baixa per la migració i els intercanvis constants de població. Hi ha varietats del crioll reunionès com en altres llengües: els parisencs no parlen com els marsellesos. Així, els reunionesos de les regions del nord i litorals van a preferir el so «i» per al pronom personal subjecte «li» («lui»), abans que el so «o» = «dl.» utilitzat en el «crioll alt» i en el sud. Avui dia, es dirà «zordi» en el «crioll baix» (Kréol Kaf) i «jordi» en el «crioll alt» (Kréol «blan»).

### L'escriptura del crioll
Encara que va aparèixer en els escrits que daten de la segona dècada del segle xviii, el crioll reunionès és abans que res una llengua parlada. Existeix una tradició escrita malgrat tot des de 1828 i des de les Fables créoles de Louis Héry, encara que la seva implantació sigui difícil com en tota llengua jove. Per això, s'ha dut a terme l'elaboració d'una gramàtica i de diccionaris [Baggioni; A. Armand], també s'ha emprat l'ús del crioll en els mitjans i s'han fet nombroses recopilacions de poesia, de novel·les, de còmics per escrit. No obstant això, encara no hi ha un acord per a les grafies.
Abans dels 70, les grafies es feien únicament amb els fonemes francesos. Per tant, els textos escrits eren bastant accessibles per a un parlant francòfon. Entre els anys 1970 i 1990, altres tipus de grafia van aparèixer amb més èmfasi sobre els aspectes fonològics i fonètics: la Lékritir 77 i la grafia 83 (KWZ). La grafia KWZ va ser plantejada perquè reunia les tres consonants utilitzades a les illes, repúbliques o països de criolls, això feia possible una escriptura compartida pels parlants del crioll. No obstant això, cap grafia realment es va imposar enfront d'unes altres.
Des que els textos s'imposen en l'ensenyament del crioll a l'escola (2001), ha aparegut la necessitat d'una grafia lògica. El Tangol ha estat proposada, però no s'ha imposat tampoc. Se'ls demana als alumnes tenir una escriptura coherent, en la grafia que triïn. Dues traduccions d'Astèrix han estat publicades en crioll de Reunió.

### El crioll a l'escola
En la Reunió, com en altres departaments francesos, l'única llengua oficial és el francès. No obstant això, des de 2001, els centres escolars de primària poden oferir bé un ensenyament en llengua reunionesa, o bé un ensenyament bilingüe crioll/francès. En secundària, s'ofereix una assignatura Llengua i cultura regionals.
L'ensenyament del crioll a l'escola és objecte de debats virulents des dels anys 70. Un sondeig IPSOS publicat l'11 de novembre de 2003 revela que el 47,3% dels enquestats es declaren a favor de l'ensenyament del crioll a l'escola contra el 42,7% que s'oposarien i 10% sense opinió. Un altre sondeig va ser realitzat en 2009 per l'institut IPSOS sobre l'opinió dels reunionesos respecte al crioll a l'escola, en la qual el 61% de les persones interrogades es van declarar a favor.

## Descripció lingüística

### Fonologia
Veure Phonologie du créole réunionnais: unité et diversité, per Gillette Staudacher-Valliamée
L'inventari consonàntic del crioll de Reunió és el següent:
| Oclusiva   | p pː¹ b bː¹ | t tː¹ d dː¹ | k kː¹ g kː¹ |    |
| Nasal      | m mː¹       | n nː¹       |             |    |
| Fricativa  | f fː¹ v vː¹ | s sː¹ z     | s z         |    |
| Aproximant | l.॥॥        | j ~         | w           | ʁ² |
¹ Les consonant geminades existeixen solament al final de paraula.
² Davant una altra consonant o al final de paraula, [ʁ] és reemplaçada per [ɰ].
Els dos tipus de fricatives alveolars estan bastants properes i no es distingeixen sempre.
Quant a les vocals es tenen les següents unitats:
| Anterior | Central | Posterior |     |
| -------- | ------- | --------- | --- |
| Tancada  | i       | ï         | o   |
| Mitjana  | i ẽ     | ë         | o õ |
| Oberta   | a       | ɑ ã       |     |
Les vocals es tornen llargues davant de r.
Les vocals i i ï estan bastants properes i no es distingeixen sempre.
Les vocals i i ë estan bastant properes i no es distingeixen sempre.

### Els pronoms personals
Com a Subjecte
| Crioll                                                                                  | Francès            |
| --------------------------------------------------------------------------------------- | ------------------ |
| mwin (moin), mi, I (acortado en 'mi' con el prefijo delante del verbo i en el presente) | je                 |
| ou, twé (toué), vi, wi, ti                                                              | tu                 |
| li, lu (respectivamente criollo bajo o criollo alto)                                    | il, elle           |
| nou, ni                                                                                 | nous               |
| zot                                                                                     | vous (vous autres) |
| zot, zot-tout, banna* (bann-à)                                                          | ils, elles, eux    |

- * "cette bande-là" ha donat "bande-là" després "bandna" i "bann-à"

Com a Objecte
| Crioll                         | Francès            |
| ------------------------------ | ------------------ |
| amwin (amoin)                  | je, moi            |
| aou, atwé (atoué)              | tu, toi            |
| ali, alu                       | le, il, elle, lui  |
| anou                           | nous               |
| azot                           | vous (vous autres) |
| azot, zot-tout, banna (bann-à) | les, leur          |

## L'aprenentatge del crioll

### Una llengua materna i familiar
Encara que el francès tendeix a imposar-se com a llengua dominant en la societat reunionesa, els reunionesos continuen utilitzant el crioll oralment, com a llengua primera, materna i com a referent d'una identitat. El crioll manté amb el francès una relació de diglòssia, relació que tendeix cada vegada més a una «descriollització» del crioll que tendeix a apropar-se cada vegada més al francès.